# Марк Сноу
Марк Сноу (англ. Mark Snow; 26 серпня 1946 — 4 липня 2025) — американський композитор музики до фільмів та телепередач. Одна з найвідоміших робіт — музика до серіалу «Цілком таємно».
Музична тема до науково-фантастичного телесеріалу «Цілком таємно» зайняла 2 місце у UK Singles Chart. Сноу також написав музику до іншого серіалу Кріса Картера, Millennium.
Одружений з Ґлінн Далі, сестрою акторів Тіма та Тіна Далі.

## Біографія
Мартін Фултерман народився у Нью-Йорку 26 червня 1946 року і виріс у Брукліні. Закінчив Вищу школу музики і мистецтв (1964) та, згодом, Джульярдську школу музики. Співзасновник New York Rock & Roll Ensemble.
Написав ноти до телефільму Dirty Pictures, серіалів «Таємниці Смолвіля» та «Школа виживання». Також писав музику для відеоігор, наприклад, Syphon Filter: Dark Mirror та Urban Assault.
Був номінований на 19 нагород Еммі та отримав 34 нагороди ASCAP. Був номінований на  Сезар за роботу до фільму Coeurs французького режисера Алена Рене. Також працював в іншому фільмі Рене, Les Herbes folles.
У 2013 написав ноти до останніх епізодів третього сезону серіалу Блакитна кров. 
Музику для «Таємниць Смолвіля» Сноу припинив писати після сьомого сезону; починаючи з восьмого цим зайнявся Луї Фебр.

### Теми до телесеріалів
Сноу написав головні теми багатьох популярних телесеріалів:
- Таємниці Смолвіля (2001—2006)
- Wonder Pets (2007)
- Ghost Whisperer (2005—2010)
- The Lone Gunmen (всі серії; 2001)
- Urban Assault (VG) (1998)
- La Femme Nikita (1997—2001)
- Захисник (2001—?)
- Millennium (всі серії; 1996—99)
- Nowhere Man (1995)
- Цілком таємно (1993—2002)
- Hart to Hart (1979—84)
- The War Widow (1976)

### Музика до серіалів та фільмів
| Рік         | Назва                                           | Відомості |
| ----------- | ----------------------------------------------- | --- |
| 1976        | Gemini Man                                      | Неповні епізоди: «Sam Casey, Sam Casey» (спільно з Лі Голдриджем) |
| 1976        | The Boy in the Plastic Bubble                   | Фільм |
| 1976        | Старскі і Гатч                                  | 15 епізодів, включно зі вступною темою третього сезону |
| 1979        | 240-Robert                                      | Неповні епізоди: «Double Trouble» (1 сезон) «Earthquake» (1 сезон) «A Cool Welcome» (2 сезон) «First Loss» (2 сезон) «Hostages» (2 сезон) |
| 1979        | Brothers and Sisters                            | Неповні епізоди: «Pilot» «High Time» «Man in Chains» «Mirror Image» «Made in Japan» «A Wrenching Problem» «Lucky Me» «Love and Marriage» «Spring Vacation» «Save the Monkey» «Main Event» «Truth or Consequences» |
| 1980        | When the Whistle Blows                          | Неповні епізоди |
| 1982        | TJ Hooker                                       | 12 епізодів і весь перший сезон |
| 1983        | Lottery!                                        | Повні епізоди: «Being a Winner» (пілотний) «Los Angeles: Bigger Volume» «Denver: Following Through» «Portland: Treasure Hunt» «Chicago: Another Chance» «Miami: Sharing» «St. Louis: Win or Los» «Minneapolis: Six Months Down» |
| 1986        | Bridges Go Cross                                | Неповні епізоди |
| 1986        | The Girl Who Spelled Freedom                    | Фільм |
| 1987        | За бортом                                       | Фільм |
| 1989        | Everybody's Baby: The Rescue of Jessica McClure | Фільм |
| 1990        | Pee-wee's Playhouse                             | Повні епізоди: «Camping Out» «Conky's Breakdown» «Love That Story» |
| 1991        | All Together Now                                | Неповні епізоди: «Daddy Cool» (пілотний) |
| 1992        | The Last P.O.W.? The Bobby Garwood Story        | Фільм |
| 2000        | In the Name of the People                       | Фільм |
| 2003        | D.C. Sniper: 23 Days of Fear                    | Фільм |
| 2002        | Birds of Prey                                   | Повні епізоди: «Pilot» «Slick» «Prey for the Hunter» «Three Birds and a Baby» «Sins of the Mother» «Primal Scream» «Split» «Lady Shiva» «Nature of the Beast» «Gladiatrix» «Reunion» «Feat of Clay» «Devil's Eyes» |
| 2010 — 2012 | Блакитна кров                                   | Неповні епізоди: «Mercy» (2.1) «Collateral Damage» (2.21) |
| 2011 — 2012 | Двійник                                         | Повні епізоди: «The Poor Kids Do It Everyday [sic]» (1.6) «Oh Gawd, There's Two of Them?» (1.7) «Maybe We Can Get a Dog Instead?» (1.8) «Shut Up and Eat Your Bologna» (1.9) «That's What You Get for Trying to Kill Me» (1.10) «It Just Got Normal» (1.11) «What Are You Doing Here, Ho-Bag?» (1.12) «It's Easy to Cry When This Much Cash is Involved» (1.13) «Whores Don't Make That Much» (1.14) «P.S. You're an Idiot» (1.15) «You're Way Too Pretty to Go to Jail» (1.16) «What We Have Is Worth the Pain» (1.17) «That Woman's Never Been a Victim Her Entire Life» (1.18) «Let's Kill Bridget» (1.19) «If You're Just an Evil Bitch Then Get Over It» (1.20) «It's Called Improvising, Bitch!» (1.21) «I'm the Good Twin» (1.22; season finale) |

## Саундтреки

### Комерційні
- Skateboard (1978) — LP only
- The X-Files: The Truth and the Light (1-3 сезони) [1996]
- 20,000 Leagues Under the Sea [1997]
- Disturbing Behavior [1998]
- Цілком таємно (фільм) [1998]
- Crazy In Alabama [1999]
- The Snow Files (various) [1999]
- UFO: The Truth Is Here (rare CD) (2001)
- The Best of MillenniuM (Season 1-3) [2002]
- Helter Skelter [2004]
- Dark Skies [CD у 2006]
- Coeurs (A.K.A. Private Fears in Public Places) [2008]
- MillenniuM [2008]
- Секретні матеріали: Хочу вірити (фільм) [2008]
- Jake Speed [2009]
- Conundrum [2009]
- Harsh Realm/The Lone Gunmen [2010]
- Цілком таємно Volume 1 [2011]
- Цілком таємно Volume 2 [2013]
- Таємниці Смолвіля 2CD
- Vous n'avez encore rien vu [2012]

### Не видані комерційно
- Ernest Saves Christmas [1988]
- Conundrum (довший за комерційний реліз 2009)
- Murder Between Friends
- Millennium: Season 1 [1996]
- The X-Files: Jose Chung's From Outer Space [1996]
- The X-Files Season 5: The Post-Modern Prometheus, Christmas Carol [1997]
- Night Sins (TV mini series) [1997]
- Miracle Landings [1990]
- The Dancing Cow [2000]
- Pearl Harbor II: Pearlmageddon [2001]
- Smallville Original Score TV Soundtrack [2001–2011]